# Robert Walden
Robert Walden (narozený jako Robert Wolkowitz, 25. září 1943) je americký televizní a filmový herec, režisér a scenárista. Získal 3 Emmy jako herec ve vedlejší roli. Walden je také známý kvůli hraní ve filmech Blue Sunshine, Thec Hospital, All President's Men, Audrey Rose a Capricorn One.

## Filmografie

### Filmy
- 2018 Surviving in L.A. – jako Walter
- 2010 Trooper – jako doktor
- 2007 Mattie Fresno and the Holoflux Universe – jako dr. Kubelkoff
- 2005 Whiskey School – jako Alex Cananaugh
- 2005 Time of Fear – jako sheriff Joe Calabro
- 2001 The Fluffer – jako Herman Lasky
- 1999 Desert Thunder – jako generál Tom Brockton
- 1999 Kiss of a Stranger – jako Stephen Block
- 1998 Heist – jako policejní detektiv
- 1997 In Dark Places – jako Diller
- 1994 Radioland Murders – jako Tommy
- 1987 Perry Mason: The Case of the Lost Love – jako Robert Lane
- 1983 Memorial Day– jako Gibbs
- 1980 Enola Guy: The Men, the Mission, the Atomic Bomb – jako J. Robert Oppenheimer
- 1978 Blue Sunshine – jako David Blume
- 1977 Capricorn One – jako Elliot Whitter
- 1977 The Hostage Heart – jako Brian O'Donnell
- 1977 Audrey Rose – jako Brice Mack
- 1976 All the President's Men – jako Donald Segretti
- 1975 The Kansas City Massacre – jako Adam Richette
- 1974 Panic on the 5:22 – jako Eddie Chiaro
- 1974 The Great Ice Rip-Off – jako Checker
- 1974 Jerry – jako Jerry Edwards
- 1974 Larry – jako Tom Corman
- 1974 Our Time – jako Frank
- 1973 Shirts/Skins – jako Dick Dublin
- 1973 Maxie – jako Finn
- 1972 Rage – jako dr. Tom Janeway
- 1972 Everything You Always Wanted to Know About Sex* (*But Were Afraid to Ask) – jako sperma
- 1972 Bobby Jo and the Good Time Band – jako Augie
- 1971 The Hospital – jako dr. Brubaker
- 1970 The Out of Towners – jako Looter
- 1970 Bloody Mama – jako Fred Barker
- 1970 A Run for the Money – jako Murdock
- 1970 The Sidelong Glances of a Pigeon Kicker – jako Winslow Smith

### Televizní seriály
- 2011 – 2013 Happily Divorced – jako Glen Newman – 34 díly
- 1995 – 1996 Melrose Place – jako Norman – 2 díly
- 1984 – 1989 Brothers – jako Joe Waters – 115 dílů
- 1989 Father Dowling Mysteries – jako Vincent Tillman – 2 díly
- 1977 – 1982 Lou Grant – jako Joe Rossi – 114 dílů
- 1974 – 1975 Medical Center – jako dr. Corelli – 3 díly
- 1972 – 1973 The Bold Ones: The New Doctors – jako Dr. Martin Cohen – 15 dílů

### Režisér
- 1995 Silk Stalkings – televizní seriál – 1 díl
- 1987 – 1989 Brothers – televizní seriál – 3 díly

### Scenárista
- 1985 – 1989 Brothers – televizní seriál – 2 díly
- 1988 The New Twilight Zone – televizní seriál – 1 díl
- 1987 Who's the Boss? – televizní seriál – 1 díl